# Penicillus
Penicillus es un género de algas de la familia Udoteaceae.

## Especies dePenicillus
- Penicillus capitatus
- Penicillus comosus
- Penicillus dumetosus
- Penicillus lamourouxii
- Penicillus manaarensis
- Penicillus nodulosus
- Penicillus pyriformis
- Penicillus sibogae